# دالتون كالدويل
دالتون كالدويل (بالإنجليزية: Dalton Caldwell)‏ هو شخصية أعمال أمريكي، ولد في 27 فبراير 1980 في إل باسو في الولايات المتحدة.